# Thandiwe Banda
Thandiwe Banda là một giáo viên khoa học chính trị Zambia, từng là Đệ nhất phu nhân Zambia từ tháng 6 năm 2008 đến tháng 9 năm 2011. Banda, người ở độ tuổi 30 khi cô đảm nhận vị trí này vào năm 2008, là Đệ nhất phu nhân trẻ nhất trong lịch sử của Zambia. Cô là vợ hiện tại của cựu Tổng thống Rupiah Banda.

## Tiểu sử
Người vợ đầu tiên của Rupiah Banda, Hope Mwansa Makulu, qua đời năm 2000. Ông và người vợ thứ hai, Thandiwe Banda, kết hôn trong những năm 2000, mặc dù khoảng cách tuổi tác gần 40 năm. Ông khoảng 70 tuổi vào thời điểm đám cưới của họ, trong khi cô ấy ở độ tuổi 30. Thandiwe và Rupiah Banda là cha mẹ của hai cậu bé sinh đôi, Temwani và Dunia, việc thụ thai của họ đã gây bất ngờ cho cả hai, theo một cuộc phỏng vấn mà cô đưa ra với BBC Châu Phi.
Banda được bầu làm Tổng thống năm 2008, biến Thandiwe Banda trở thành Đệ nhất phu nhân trẻ nhất trong lịch sử của Zambia. Trong nhiệm kỳ của mình, Banda chủ trương thành lập một văn phòng chính thức cho Đệ nhất phu nhân với ngân sách do chính phủ tài trợ để hỗ trợ các nhiệm vụ công cộng và các tổ chức từ thiện của mình. Cô tập trung vào các vấn đề của phụ nữ, bao gồm chăm sóc sức khỏe và chăm sóc trẻ em, trong nhiệm kỳ của mình. Banda vận động cho luật mạnh để trừng phạt thủ phạm của nước bạo lực và tình dục. Cô cũng là người đề xuất công việc của các tổ chức phi chính phủ (NGO) hoạt động tại Zambia.
Vào ngày 20 tháng 12 năm 2011, tờ Times of Zambia do chính phủ điều hành đã đăng một bài báo cáo buộc rằng chính phủ đã tịch thu một số tài sản của Thandiwe Banda, bao gồm một khách sạn ở Malawi, trị giá hàng tỷ kwacha. Banda gọi các cáo buộc là sai và yêu cầu một lời xin lỗi và rút lại, mà tờ báo ban đầu từ chối. Vào tháng 1 năm 2012, cô đã đệ đơn kiện tội phỉ báng chống lại tờ Times of Zambia và tổng biên tập của nó. Vào tháng 10 năm 2012, tờ báo đã đưa ra lời xin lỗi và rút lại bài báo, nhưng vụ kiện chống lại tờ báo vẫn tiếp tục. Thandiwe Banda đã thắng kiện kiện phỉ báng của mình trước Times of Zambia vào tháng 5 năm 2014. Tòa án đã trao cho Banda tiền bồi thường thiệt hại số tiền hàng ngàn kwacha.
Banda được chẩn đoán mắc bệnh ung thư vú vào năm 2014 và đi du lịch tới Nam Phi để chăm sóc y tế. Cô trở lại Zambia vào ngày 10 tháng 1 năm 2015, sau vài tháng điều trị y tế.